# Cotabato City

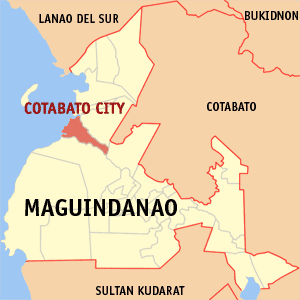
Cotabato City omgivet av provinsen Maguindanao, innan provinsens delning

Cotabato City är en stad på ön Mindanao i Filippinerna och har 182 700 invånare (2006) på en yta av 176 km². Staden är indelad i 37 smådistrikt, barangayer, varav samtliga är klassificerade som tätortsdistrikt.
Stadens administrativa tillhörighet är något komplicerad. Cotabato City tillhör regionen SOCCSKSARGEN men är trots detta administrativ huvudort för regionen Muslimska Mindanao och ligger som en enklav i en av denna regions provinser, Shariff Kabunsuan.